# Intibili
Intibili fou una població iberoromana de la Ilercavònia situada en la Via Augusta. És coneguda per ser una mansio de diversos itineraris, que la situen entre Dertosa (Tortosa) i Ildum (entorn de Vilanova d'Alcolea). Modernament, s'ha volgut identificar amb el centre urbà de Traiguera, que en seria continuador.
Titus Livi també esmenta una població amb aquest nom, però no la localitza geogràficament. Es tracta d'un setge a la població (215 aC), en la qual els romans, dirigits per Escipió, van derrotar els cartaginesos de Magó, germà d'Hanníbal, durant la Segona Guerra Púnica. Tot i que el setge s'esmenta a continuació del setge d'Iliturgi, població situada a la Bètica, en realitat Livi no explicita proximitat entre aquestes dues poblacions, i generalment els historiadors moderns posen el setge d'Intibili en relació amb la batalla d'Ibera del mateix any 215 aC, esdevinguda a la desembocadura de l'Ebre, a escassos quilòmetres al nord de la mansio dels itineraris.